# Deafheaven
Deafheaven je americká metalová skupina založená roku 2010 v San Francisku. K roku 2025 vydala šest studiových alb. Původními členy skupiny jsou zpěvák George Clarke a kytarista Kerry McCoy, kteří společně nahráli a 1. června 2010 vlastním nákladem vydali demoalbum skupiny.
Po vydání dema se počet členů skupiny rozrostl na pět, v závěru roku 2010 pak skupina zahájila spolupráci s vydavatelstvím Deathwish Inc. a v dubnu následujícího roku vydala své první studiové album, Roads to Judah. Druhé studiové album, Sunbather, skupina nahrála opět v původním dvoučlenném složení, rozšířeném o nového bubeníka Daniela Tracyho. Album Sunbather bylo vydáno roku 2013 a setkalo se s nadšenými reakcemi hudebních kritiků, agregátor Metacritic jej prohlásil nejlépe hodnoceným hudebním albem roku a prvním metalovým albem, které zde kdy tohoto úspěchu dosáhlo. Počet členů skupiny se od roku 2013 po příchodu dalších dvou nových hudebníků ustálil na pěti. Roku 2015 vyšlo třetí studiové album skupiny, New Bermuda. Následovala alba Ordinary Corrupt Human Love (2018) a Infinite Granite (2021), které úplně vypustilo prvky metalu. V březnu 2025 vyšlo jejich šesté studiové album Lonely People With Power, které se hudebně vrací k jejich dřívějším nahrávkám.
Hudební styl skupiny byl časopisem Rolling Stone označen za „hranice posouvající směs black metalu, shoegaze a post-rocku“. Dle kytaristy McCoye je hudba skupiny ovlivněna i dalšími hudebními styly, včetně alternativního rocku a raného thrash metalu. McCoy taktéž prohlásil, že se Deafheaven nepovažují za black metalovou skupinu, pouze za skupinu ovlivněnou tímto žánrem, která se svým charakterem, estetikou i zvukem od typických blackmetalových skupin odlišuje.

## Diskografie

### Studiová alba
- Roads to Judah (2011)
- Sunbather (2013)
- New Bermuda (2015)
- Ordinary Corrupt Human Love (2018)
- Infinite Granite (2021)
- Lonely People With Power (2025)